# Sindicat Agrícola Sant Josep
La Caixa Rural, Sindicat Agrícola Sant Josep, és un edifici situat en la cantonada entre els carrers Trinitat i Cervantes d'Almassora, en la Plana Alta, considerat com a Monument d'interès local i catalogat com Bé de rellevància local, segons l'informe del Catàleg de Béns i Espais Protegits, amb data 10 d'octubre de 2006, i publicat en el Butlletí Oficial provincial (BOP) el 7 de juny de 2007. Presenta com a codi d'identificació el nombre: 12.05.009-012, segons consta en la Direcció general de Patrimoni Artístic de la Generalitat Valenciana.

## Història
L'edifici del Sindicat Agrícola Sant Josep es va inaugurar el 21 de maig de 1929, i ja des d'aquest moment va ser considerat com un dels edificis més emblemàtics de la localitat.
El Sindicat Agrícola té el seu origen el 1916, en concret en el 5 de novembre d'eixe any, data en la qual una trentena d'agricultors d'Almassora, el rector de l'església parroquial, en Pascual Cabedo Nebot, i el secretari de l'ajuntament d'Almassora, en Joaquín Gallego Tena; es van reunir a la Casa Social del Cercle catòlic, per a la constitució del sindicat.
Segons els documents fundacionals, el sindicat té com a fi primordial, “la propagació i defensa dels ensenyaments i normes de l'Església i en elles ha d'inspirar tota la seva actuació social i econòmica, i si d'elles s'apartés, no complirà les finalitats pels quals ens proposem crear-ho”.
Amb aquesta finalitat sorgeix el sindicat, com una Societat mútua que es denominarà “Sindicat Agrícola de Sant Josep” i que estarà sota la Llei de Sindicats de 28 de gener de 1906 i de les Associacions de 30 de juny de 1887, a l'efecte de la seva constitució.
En aquesta etapa inicial del sindicat es compta amb en  Joaquín Esteve Claramonte com a president i a en Manuel Gil Almela, com a secretari; a més la Junta Directiva del mateix estava formada el sacerdot que exercís el càrrec de rector, en qualitat de Consiliari i altres persones que van ser designades per aquestes tres.
Dos anys després de la seva constitució, el sindicat comptava amb una organització obrera, la Unió Obrera Catòlica d'Almassora, i des del 1921 també tenia una secció patronal agrària.
Els diferents directors que s'han anat succeint al llarg dels anys són:
- Joaquín Esteve Claramonte 1916-1918
- Manuel Beltrán Felip 1918-1920
- Rnd. Juan Monferrer Gali 1920-1921
- José Simó Ortiz 1921-1924
- Vicente Martinavarro Bernat 1924-1931
- Adrián Esteller Esteller 1931-1936
- Enrique Martinavarro Aixeta 1938-1956
- Ricardo Agut Arenós 1956-1962
- Enrique Martinavarro Aixeta 1962-1964
- Ricardo Agut Arenós 1964-1974
- Enrique Martinavarro Dealbert 1974
- Vicente Serra Pesudo 1974-1991
- Antonio Martinavarro Fortuño 1991-1992
- Juan Ramón Domínguez Llorens 1992-2000
- Javier Alós Cortés 2000-2008
- Miguel Serra Escorihuela 2008-2010
- Francisco Ferrada Ortiz 2010-2014
- Miguel Serra Escorihuela 2014-.....

Després de la constitució del Sindicat Agrícola va sorgir la necessitat de comptar amb un instrument econòmic que servís de suport als agricultors en les seves necessitats creditícies i financeres, les quals no podien ser ateses per les institucions financeres existents en aquests moments. És així com sorgeix el 30 d'abril de 1917, el Reglament per al Règim de Caixa Rural d'Estalvis i Préstecs d'aquest Sindicat, que va ser aprovat pels socis que van assistir a la Junta General Extraordinària que s'havia convocat per tractar el tema. D'aquesta manera es constitueix la Caixa Rural com una secció més del mateix Sindicat. L'activitat d'aquesta nova entitat financera es va postergar a la finalització de la Primera Guerra Mundial, ja que malgrat no participar Espanya en el conflicte bèl·lic, l'economia de tot el país i especialment la de zones agrícoles dedicades a comerç amb l'exterior, es van veure greument afectades per la falta d'estabilitat als mercats. És per això que fins a l'1 de juny de 1919 no es concedeix cap préstec, sent el primer de 500 pessetes (3,01 euros).
Respecte a la història de l'edifici en si del sindicat, la seva construcció es deu a la iniciativa dels socis que des de l'any 1917 van ser avançant petites quantitats per a l'adquisició dels diferents terrenys que s'unificarien per a la construcció de l'edifici que seria la seu del sindicat.
La unificació dels diferents solars en un solament es va iniciar el 21 de febrer de 1927, quan la Caixa Rural va adquirir quatre immobles amb façanes als carrers de l'Alcora, Trinitat i Cervantes. A aquests immobles s'afegeix l'antic hospital, situat al carrer Cervantes, amb el que s'aconsegueix una parcel·la de 490 metres (que al final havia suposat una inversió 65.210 pessetes -391,92 euros-) sobre els quals es comença l'edificació de la seu l'1 d'agost de 1927. L'arquitecte responsable del projecte era Joaquín Dicenta i les obres (el cost de les quals va ascendir a 331.459,03 pessetes -1.992,11 euros-) van finalitzar abans de maig de 1929, ja que es va dur a terme la benedicció de l'edifici el 21 de maig de 1929, de la mà del Bisbe de la Diòcesi de Tortosa, Félix Bilbao.
Des del moment de la seva inauguració sempre han estat utilitzades aquestes instal·lacions com a oficines de la Caixa, encara que dos salons de la primera planta eren utilitzats per a l'esplai dels associats (que durant la contesa civil van ser utilitzats com a casernes de les milícies locals i després en hospitals militars en establir el front de combat prop d'Almassora. Després de la guerra, la sala de major grandària es va posar al servei del bar-cafeteria i en ella s'organitzaven desfilades benèfiques de models, exposicions artístiques i concerts musicals. Per la seva banda l'altre saló, de menors dimensions, i que era conegut com a “Saló de Pagesos”, es va utilitzar com a despatx d'en Joaquín Gallego fins a 1943, i per albergar tots els serveis de la "Mútua Agrària", que no tenia cabuda en les oficines generals de la planta baixa. A partir de 1948, aquest saló torna a ser utilitzat per a esplai dels socis, emprant-se per a noces, primeres comunions, comiats de solters, etc.). En la segona planta es va instal·lar la sala de lectura i biblioteca de la Cooperativa i Caixa; encara que més tard els locals van ser cedits en un primer moment per a Centre Juvenil d'Acció Catòlica, i després per a la ubicació de la Biblioteca Municipal, de l'Ajuntament, que va funcionar en aquest local des de 1952 fins a 1972. Aquesta segona planta comptava amb un saló d'actes que va ser utilitzat, al mateix temps per la Congregació de Sant Luis per celebrar des de 1934 fins a 1948, les seves reunions literari-musicals i teatrals. I més tard la Caixa Rural va establir i va pagar entre 1949 i 1954 una Acadèmia Nocturna d'aquesta mateixa Congregació. D'altra banda, la planta baixa restant va ser projectada inicialment per a magatzem d'adobaments, però mai es va utilitzar per a això, sinó que es va emprar com una escola nocturna per als fills agricultors dels socis, sufragada íntegrament per la mateixa Caixa. Durant la guerra civil els locals es van utilitzar com a església improvisada. I després del conflicte bèl·lic, es va utilitzar com a economat cooperatiu, en el qual es distribuïen comestibles. Quan es van aconseguir superar les penúries econòmiques d'aquests anys, ja entrada la dècada dels 50, els locals comencen a utilitzar-se per a espai esportiu en el qual es realitzaven competicions esportives de sala. En 1960, s'inicia una gran reforma en la planta baixa i els locals queden destinats a sala d'esplai.
Al llarg dels anys es van ser incorporant a l'edifici inicial immobles contigus que anaven exercint diferents funcions segons les necessitats de cada moment, expandint-se l'edifici inicial al llarg del carrer Cervantes i el carrer Trinitat.

## Descripció
La façana més destacable d'aquest edifici és la que fa xamfrà entre els carrers Trinitat i Cervantes, que presenta un estil arquitectònic molt eclèctic, on poden veure's influències del neorococó. Presenta una rica decoració en la qual juguen un important paper diversos elements decoratius com la ceràmica, mènsules, capitells i motllures. L'edifici presenta com a rematada un campanar amb un templet recolzat sobre columnes salomónicas i pinacles.